# Sphaerocarpos michelii
Sphaerocarpos michelii är en bladmossart som beskrevs av Carlo Antonio Lodovico Bellardi. Sphaerocarpos michelii ingår i släktet Sphaerocarpos och familjen Sphaerocarpaceae. Inga underarter finns listade i Catalogue of Life.